# 캐리 람
캐리 람 젱 윗오(영어: Carrie Lam Cheng Yuet-ngor, 중국어: 林鄭月娥, 월병: Lam4 Zeng6 Jyut6ngo4 람젱윗오[*], 한어 병음: Lín-Zhèng Yuè'é 린정웨어[*], GBM, GBS, JP, 1957년 5월 13일 ~ )는 홍콩의 제4대 행정장관이다.
캐리 람은 홍콩 완차이에서 출생했고, 그녀의 집안은 저장성에서 이주해 왔다. 가난한 노동자 가정에서 5남매 중 넷째로 태어났다. 홍콩 대학교를 졸업했으며, 학생 시절에는 적극적으로 학생운동에 뛰어들었다고 한다. 1980년 홍콩 행정청에서 공무원 생활을 하나 1년 후, 영국 케임브리지대로 연수를 떠난다. 이후 람은 2007년 홍콩 개발국장으로 임명되어, 철거 반대 시위에도 불구하고 퀸스 피어를 철거했다.
2012년 렁춘잉 행정장관 체제에서 총리격인 정무사장으로 임명되었다. 친설립파(친중파) 정치인으로, 2017년 3월 26일 홍콩 컨벤션전신센터에서 열린 홍콩 행정장관 선거에서 전체 선거인단 1194표 중 777표를 얻어 존 창 후보와 우궉힝 후보를 제치고 당선되었다. 7월 1일 취임하였으며, 홍콩 반환 이후의 홍콩 최초의 여성 행정장관이다.

## 경력
출처: 홍콩 정부
- 1980년 홍콩 정무부
- 1996년 홍콩 재무부 사무차장
- 2000년 8월 ~ 2003년 3월 홍콩 사회복지서 서장
- 2003년 주택 및 토지 행정국 사무 총장(기획 및 계획)
- 2004년 ~ 2006년 주런던 홍콩 경제무역대표부 처장
- 2006년 3월 ~ 2007년 3월 홍콩 민정사무국 상임 사무 총장
- 2007년 7월 ~ 2012년 6월 홍콩 발전국 국장
- 2012년 7월 ~ 2017년 1월 홍콩 정무사 사장

## 역대 선거 결과
| 선거명      | 직책명          | 대수 | 정당   | 득표율 | 득표수 | 결과 | 당락 |
| ----------- | --------------- | ---- | ------ | ------ | ------ | ---- | ---- |
| 2017년 선거 | 홍콩의 행정장관 | 4대  | 무소속 | 66.81% | 777표  | 1위  |      |